# Saint-Denis-de-Méré

Saint-Denis-de-Méré este o comună în departamentul Calvados, Franța. În 1 ianuarie 2022 avea o populație de 760 de locuitori.